# Zearchaea fiordensis
Zearchaea fiordensis är en spindelart som beskrevs av Forster 1955. Zearchaea fiordensis ingår i släktet Zearchaea och familjen Mecysmaucheniidae. Inga underarter finns listade i Catalogue of Life.